# Museu Cervi
El Museu Cervi és un museu de Gattatico (Itàlia) fimdat eñ 1972 i situat a la casa on van viure els germans Cervi, antifeixistes que foren assassinats el 1943.

## Història

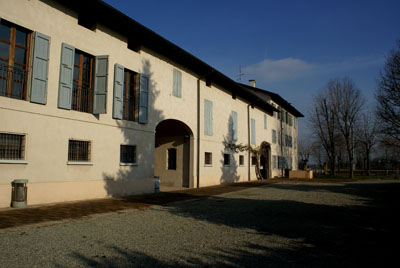
El Museu Cervi es troba a Gattatico (RE) Italia

El museu es troba a la casa de la família Cervi, camperola i antifeixista, on van ser assassinats set germans el desembre de 1943. Immediatament després de l'alliberament d'Itàlia per les forces aliades, Casa Cervi es convertí en un lloc de gran valor simbòlic per a tota la comunitat de Reggio Emilia, com espai emblemàtic de l'opressió nazi que patiren tantes persones que van lluitar per la llibertat i contra el feixisme. Durant els anys 70 del segle XX s'amplià i renovà la casa per convertir-la no només en un espai simbòlic sinó també en un lloc per a la conservació i millora del coneixement de la història de la resistència i el paper dels agricultors en aquest moviment. El 2002 es remodelà de nou tot el museu per exposar-hi l'experiència de la família Cervi i crear un complex cultural dedicat a la seva memòria.
La primavera de 1943, en plena Segona Guerra Mundial, els aliats desembarquen a Sicília i el mes de juliol Mussolini és arrestat. Com a conseqüència, Itàlia és ocupada progressivament per l'exèrcit alemany que captura i trasllada a Alemanya 700.000 soldats italians, deixant l'exèrcit transalpí molt malmès. Després de l'alliberació de Mussolini es crea la República Social Italiana, de caràcter feixista, a la zona nord del país. Davant la repressió alemanya contra la població, sorgeix un moviment de resistència partisana al nazisme que du a terme sabotatges i accions militars, però també actes de protesta i de suport als jueus i a l'exèrcit aliat.